# 戸上電機製作所

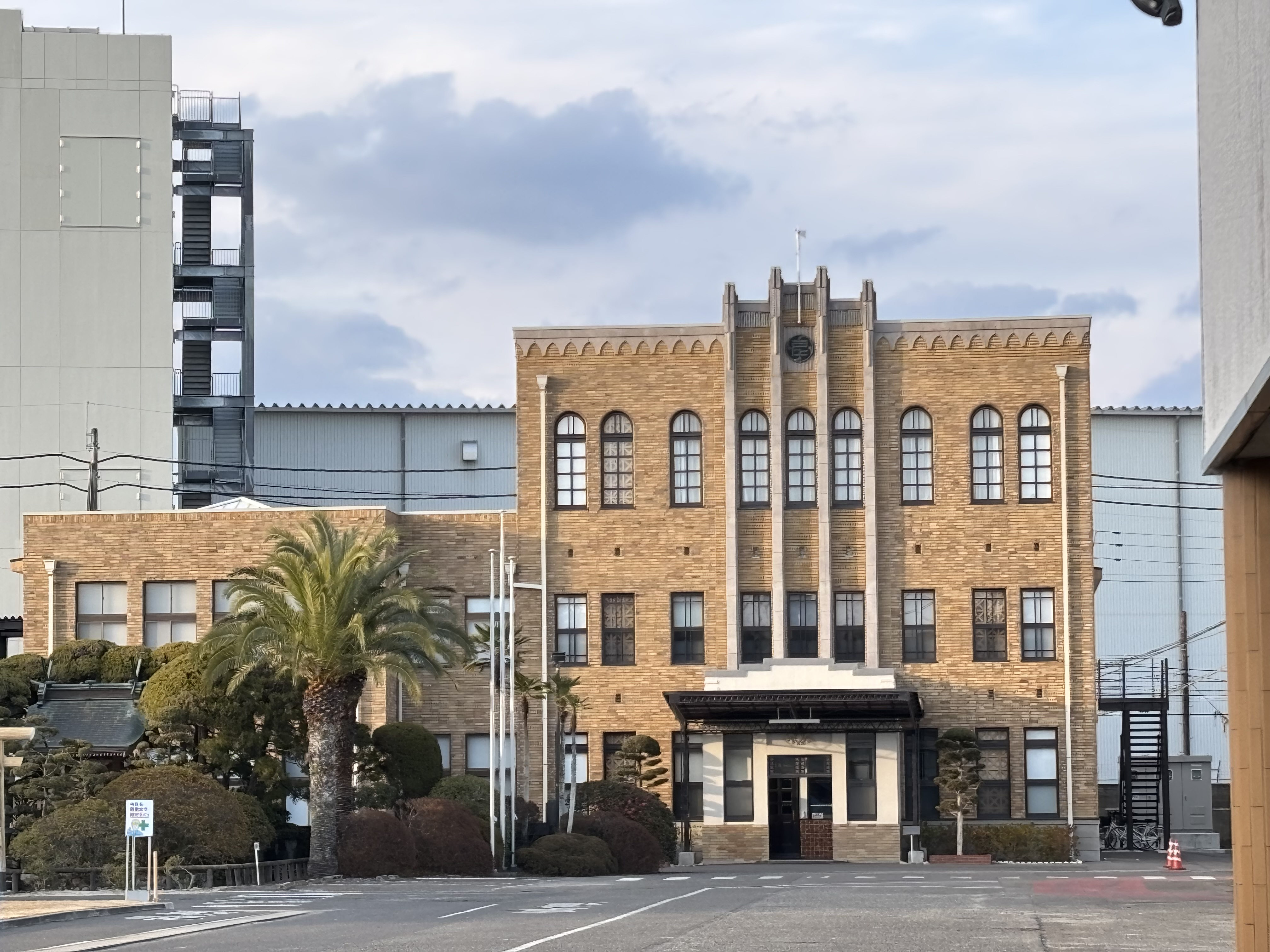
登録有形文化財である本館（写真2）

株式会社戸上電機製作所（とがみでんきせいさくしょ、英: Togami Electric Mfg.Co.,Ltd.）は、佐賀県佐賀市大財北町に本社を置く電機メーカー。東京証券取引所スタンダード市場上場（証券コードは6643）。

## 沿革
- 1925年 - 創業者戸上信文が株式会社戸上電機製作所設立。
- 1926年 - 東京出張所開設（現・東京オフィス）。
- 1930年 - 大阪出張所開設（現・関西オフィス）。
- 1931年 - グループ企業であった日本タングステンが合名会社として独立。
- 1934年 - 広島出張所開設（現・中国オフィス）。
- 1949年 - 福岡出張所開設（現・九州オフィス）。
- 1952年 - 札幌営業所開設（現・北海道オフィス）。
- 1960年 - 仙台営業所開設（現・東北オフィス）。
- 1961年 - 東京証券取引所市場第二部上場。天皇・皇后が来社。
- 1963年 - 高松出張所開設（現・四国オフィス）。
- 1967年 - 二代目社長に戸上一が就任。
- 1977年 - 株式会社戸上コントロール設立。
- 1989年 - 株式会社戸上電機ソフト設立。
- 1993年 - 三代目社長に戸上信一が就任。
- 1995年 - 創業70周年、ISO9001認証取得
- 2000年 - 電子制御器工場落成、ISO14001認証取得。
- 2005年 - 創業80周年、上海事務所の開設。
- 2006年 - 戸上電気（蘇州）有限公司を設立。
- 2015年 - 創業90周年、タイ駐在員事務所設立
- 2018年 - 戸上コントロールが、佐賀市久保泉町に移転。
- 2024年12月 - 本社・工場敷地内の本館の建物が国の登録有形文化財に登録[2]。

## グループ企業・合弁会社

### 国内子会社
- 株式会社戸上メタリックス
- 株式会社戸上化成
- 株式会社戸上デンソー
- 株式会社戸上コントロール
- 株式会社戸上電機ソフト
- 東京戸上電機販売株式会社

### 海外子会社
- 戸上電気（蘇州）有限公司
- 戸上電子（常熟）有限公司

## CSR活動
スポーツを通じた社会活動として、陸上競技部、軟式野球部、バレーボール部が活動している。活動が評価され、2015年3月に佐賀県より「佐賀県スポーツ功労賞功労団体賞」を受賞した。
陸上競技部は2018年11月3日に開催された第55回九州実業団毎日駅伝競走大会において8位に入り、2019年1月1日の全日本実業団対抗駅伝競走大会（ニューイヤー駅伝）に初出場を果たした。

## 文化財
本社・工場敷地内にある木造3階建て洋風の戸上電機製作所本館の建物（写真2）は、2002年度の佐賀市景観賞を受賞、2023年に佐賀県遺産に認定、また2024年に国の登録有形文化財に登録されている。
設立当初の1925年（大正14年）8月に建てられ、1938年（昭和13年）に2階建てから3階建てへと増築、その後さらに両側へ増築されている。創業100年を前にした2023年には、増築が行われた昭和中期の状態を維持復元しつつ、外壁・内部の改修および耐震工事を完了した。なお、現役で管理部門の建物として使用されている。
黄褐色の磁器製タイル張りの外壁をもつ。タイルは二丁掛サイズで、一見煉瓦造りかのような印象を見せる。外壁の耐震化工事の際も、タイルは1枚ずつ剥がし、耐震壁に打ち直した後再び張りなおす配慮がなされたほか、内部でも耐力を増すために意匠に調和した十文字木格子壁を採用する工夫が採られた。
また正面が特徴的な意匠となっている。南向きにせり出した玄関部分は、腰壁がタイル張り、その他の外壁からパラペットにかけてモルタル仕上げ。玄関の上には、モルタル仕上げの4本のリブ状の付柱が配され2階から3階を通り突き出す。正面の窓は木枠の上げ下げ窓で、1・2階の長方形に対して、3階にはアーチ窓が採用されている。このほか、基礎には煉瓦が用いられている。
2002年発行の佐賀県の近代化遺産調査報告書では、本館とともに、1938年に建てられた木造平家建・洋小屋トラス組の第二工場（写真1の左側）も、近代化過程の様子を伝える建物として記載されている。